# أردهان
أردهان (بالكردية: Erdêxan‏) (بالتركية: Ardahan)‏ و(بالأرمنية: Արդահան) هي عاصمة محافظة أرداهان تقع في شمال شرق تركيا ويبلغ تعداد سكانها 19.075 نسمة حسب إحصاءات سنة 2012.

## المناخ
يظهر الجدول التالي التغييرات المناخية على مدار السنة لأردهان:
| البيانات المناخية لـأردهان                   | البيانات المناخية لـأردهان | البيانات المناخية لـأردهان | البيانات المناخية لـأردهان | البيانات المناخية لـأردهان | البيانات المناخية لـأردهان | البيانات المناخية لـأردهان | البيانات المناخية لـأردهان | البيانات المناخية لـأردهان | البيانات المناخية لـأردهان | البيانات المناخية لـأردهان | البيانات المناخية لـأردهان | البيانات المناخية لـأردهان | البيانات المناخية لـأردهان |
| الشهر                                        | يناير                      | فبراير                     | مارس                       | أبريل                      | مايو                       | يونيو                      | يوليو                      | أغسطس                      | سبتمبر                     | أكتوبر                     | نوفمبر                     | ديسمبر                     | المعدل السنوي              |
| -------------------------------------------- | -------------------------- | -------------------------- | -------------------------- | -------------------------- | -------------------------- | -------------------------- | -------------------------- | -------------------------- | -------------------------- | -------------------------- | -------------------------- | -------------------------- | -------------------------- |
| الدرجة القصوى °م (°ف)                        | 11.0 (51.8)                | 11.0 (51.8)                | 18.4 (65.1)                | 25.0 (77.0)                | 26.4 (79.5)                | 29.0 (84.2)                | 34.3 (93.7)                | 35.0 (95.0)                | 30.6 (87.1)                | 26.0 (78.8)                | 18.2 (64.8)                | 14.3 (57.7)                | 35.0 (95.0)                |
| متوسط درجة الحرارة الكبرى °م (°ف)            | −5.1 (22.8)                | −3.4 (25.9)                | 2.5 (36.5)                 | 10.7 (51.3)                | 16.1 (61.0)                | 20.1 (68.2)                | 23.8 (74.8)                | 24.4 (75.9)                | 20.7 (69.3)                | 14.3 (57.7)                | 6.4 (43.5)                 | −2.0 (28.4)                | 10.7 (51.3)                |
| المتوسط اليومي °م (°ف)                       | −11.3 (11.7)               | −10.0 (14.0)               | −3.5 (25.7)                | 4.5 (40.1)                 | 9.5 (49.1)                 | 13 (55)                    | 16.3 (61.3)                | 16.2 (61.2)                | 12.3 (54.1)                | 6.6 (43.9)                 | −0.1 (31.8)                | −7.7 (18.1)                | 3.8 (38.8)                 |
| متوسط درجة الحرارة الصغرى °م (°ف)            | −17.0 (1.4)                | −16.1 (3.0)                | −9.2 (15.4)                | −1.3 (29.7)                | 3.1 (37.6)                 | 5.8 (42.4)                 | 8.7 (47.7)                 | 8.4 (47.1)                 | 4.3 (39.7)                 | −0.2 (31.6)                | −5.5 (22.1)                | −12.8 (9.0)                | −2.6 (27.2)                |
| أدنى درجة حرارة °م (°ف)                      | −39.8 (−39.6)              | −38.7 (−37.7)              | −33.2 (−27.8)              | −22.2 (−8.0)               | −8.5 (16.7)                | −4.5 (23.9)                | −2.2 (28.0)                | −2.8 (27.0)                | −5.8 (21.6)                | −15.0 (5.0)                | −28.9 (−20.0)              | −36.3 (−33.3)              | −39.8 (−39.6)              |
| الهطول مم (إنش)                              | 19.0 (0.75)                | 21.3 (0.84)                | 31.3 (1.23)                | 52.2 (2.06)                | 82.6 (3.25)                | 91.9 (3.62)                | 71.8 (2.83)                | 60.3 (2.37)                | 35.3 (1.39)                | 36.3 (1.43)                | 27.1 (1.07)                | 22.3 (0.88)                | 551.4 (21.72)              |
| متوسط أيام هطول الأمطار                      | 9.5                        | 9.8                        | 11.5                       | 13.8                       | 16.8                       | 15.3                       | 11.4                       | 10.6                       | 7.7                        | 9.6                        | 9.2                        | 9.8                        | 135                        |
| ساعات سطوع الشمس الشهرية                     | 74.4                       | 96.1                       | 173.6                      | 153.0                      | 204.6                      | 255.0                      | 263.5                      | 257.3                      | 219.0                      | 167.4                      | 138.0                      | 74.4                       | 2٬076٫3                    |
| نسبة وصول أشعة الشمس                         | 25.3                       | 32.2                       | 46.9                       | 38.2                       | 45.4                       | 56.0                       | 57.2                       | 60.1                       | 58.6                       | 48.7                       | 46.8                       | 26.1                       | 45.1                       |
| المصدر: Turkish State Meteorological Service |                            |                            |                            |                            |                            |                            |                            |                            |                            |                            |                            |                            |                            |

## توأمة
لأردهان اتفاقيات توأمة مع كل من:
- آخالتسيخه
- غروزني

## أعلام
- سزكين جوشكون
- ياشار غولر